# Testament à l'anglaise
 (août 2024).
Si vous disposez d'ouvrages ou d'articles de référence ou si vous connaissez des sites web de qualité traitant du thème abordé ici, merci de compléter l'article en donnant les références utiles à sa vérifiabilité et en les liant à la section « Notes et références ».
Testament à l'anglaise (titre original : What a Carve Up!) est un roman de Jonathan Coe paru en 1994.
Il remporte le prix John Llewellyn Rhys en 1994 et le prix du Meilleur livre étranger 1996.

## Résumé
Tout commence dans les années 1940 lorsque l'avion de Godfrey Winshaw est mystérieusement abattu. Sa sœur Tabitha accuse son autre frère, Lawrence, de l'avoir assassiné. Or, toute la famille la croit folle et décide de l'interner dans un asile. S'échelonnant entre 1940 et 1990, le roman développe l'enquête menée par Michael Owen, à l'initiative de Tabitha, sur cette même famille Winshaw, une des premières fortunes d'Angleterre dont les membres n'ont en commun que la soif du pouvoir et de l'argent.

## Analyse de l'œuvre
Plus qu'un simple roman policier, Testament à l'anglaise emprunte aussi bien aux romans gothiques anglais du XIXe siècle qu'à la littérature engagée en dépeignant l'Angleterre thatcherienne sous ses aspects les plus sombres, tout en y mêlant une réflexion sur le rêve et la folie mis en exergue par un plan narratif complexe.
Cinéphile, Jonathan Coe rend également hommage à de nombreux films dans le livre : Goldfinger, Orphée, Le Sang des bêtes, Le Chat et le Canari, Théâtre de sang, Les Dix Petits Indiens et What a Carve Up!, qui sert de fil rouge à l'histoire et donne son titre original au livre.